# Lindånæsbroen
Lindånæsbroen (tysk Lindaunisbrücke) er en kombineret vej- og jernbaneklapbro ved Lindånæs og Stubbe, der forbinder halvøen Angel med Svans i det østlige Sydslesvig. I administrativ henseende forbinder broen kommunerne Borne (i Slesvig-Flensborg kreds) og Risby (i Rendsborg-Egernførde kreds) i den nordtyske delstat Slesvig-Holsten. Broen ejes af Deutsche Bahn, den er en af de fire overgangsmuligheder over Slien. Mod nord fortsætter broen et stykke som vej- og banedæmning gennem Lindå Nor.
Den nuværende stålbro blev indviet i juli 1927. Forgængeren var en svingbro fra 1881. Den nuværende cirka 120 meter lange stålkonstruktion hviler på fire store betonsøjler og består af kun et spor, og når toget skal over, må andre trafikanter vente. Klapbroen åbnes hver time for gennemsejling. 
I 1997 blev kædetrækket der hævede broklappen udskiftet med hydraulisk styring. Broen har været fredet siden 1997.
En ny tosporet bro med adskilt fodgænger- og cykelsti lidt øst for den gamle ventes færdig i 2023.

## Ekstern henvisning
- Wikimedia Commons har flere filer relateret til Lindånæsbroen